# Mesazonte

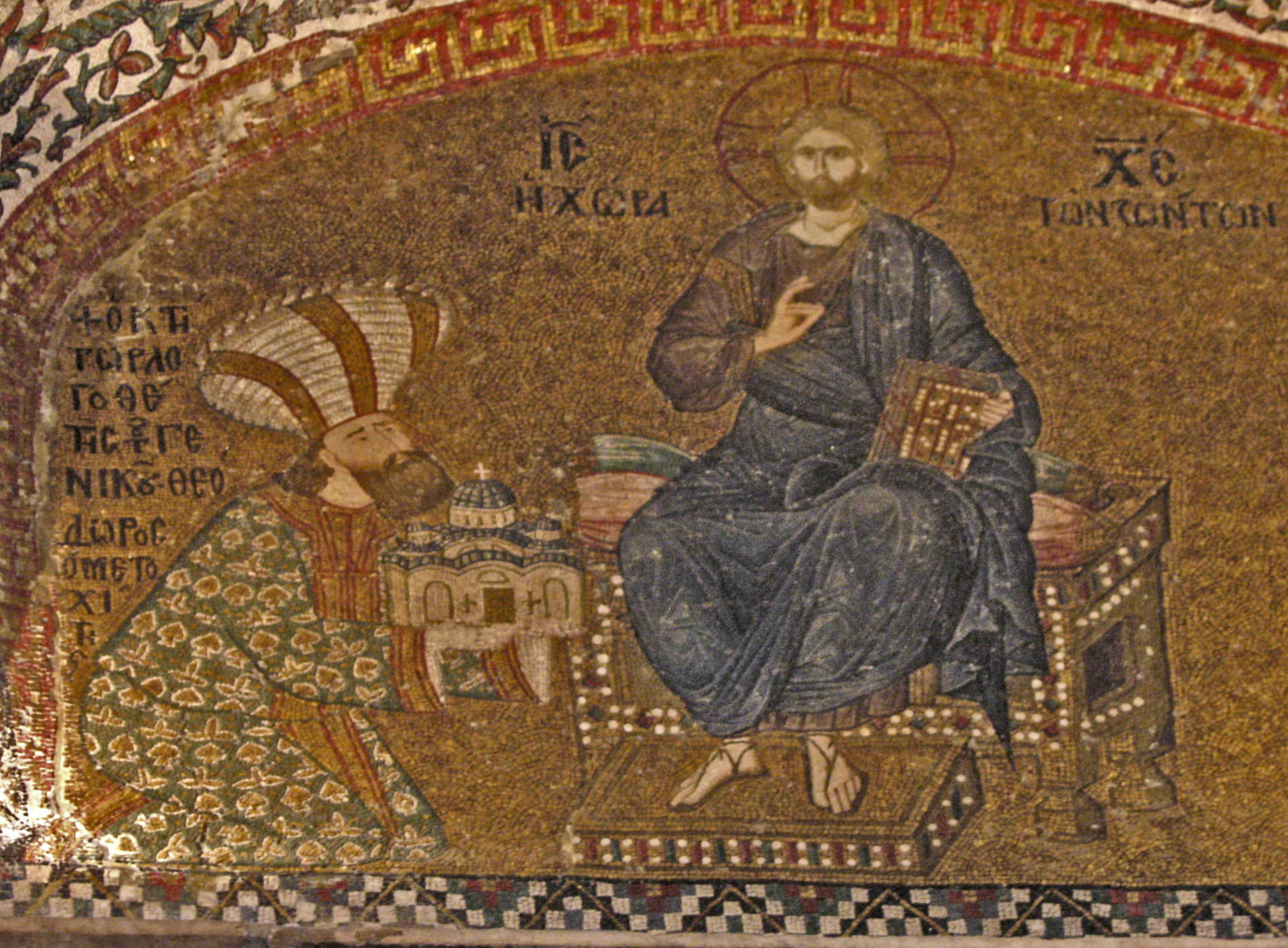
Mosaico que representa a Teodoro Metoquita (izquierda), mesazonte del emperador Andrónico II Paleólogo, presentando el modelo de la renovada iglesia de Cora a Cristo Pantocrátor.

El mesazonte (en griego: μεσάζων, romanizado: mesazōn, tdl. ‘intermediario’) fue un alto dignatario y funcionario durante los últimos siglos del Imperio bizantino, que actuó como ministro principal y principal asistente del emperador bizantino.

## Historia y funciones
Los orígenes del término se encuentran en el siglo X, cuando a los ministros de alto rango a veces se les llamaba mesiteontes (μεσιτεύοντες), es decir, "mediadores" entre el emperador y sus súbditos (paradinastevo). El título se hizo oficial por primera vez a mediados del siglo XI, cuando fue conferido a Constantino Leicudes, el futuro Patriarca Ecuménico de Constantinopla. En el período Comneno, se otorgaba a altos funcionarios del gobierno que actuaban como primeros ministros de facto, como el guardia de la canícula y el logoteta secreto, pero que aún no habían adquirido una función permanente y específica, ni el poder que lo caracterizaría en años posteriores. Más bien, era un título otorgado al principal secretario imperial del momento, quien actuaba precisamente como un "intermediario" entre el emperador y otros funcionarios. Esto reflejó el cambio del gobierno bizantino bajo los Comnenos de la antigua burocracia de estilo romano a una clase gobernante aristocrática más restringida, donde el gobierno se ejercía dentro de la casa imperial, como en la Europa Occidental feudal.
El cargo de mesazonte se institucionalizó formalmente en el Imperio de Nicea, donde el titular del mesastikion (como se conocía la función), sirvió como ministro principal del Imperio, coordinando a los demás ministros. Como registra el emperador e historiador Juan VI Cantacuceno, el mesazonte  era "necesario por el emperador día y noche". Esta disposición fue heredada por el Imperio Paleólogo restaurado y continuó en uso hasta la caída de Constantinopla en mayo de 1453. El cargo también se usó con la misma función en las cortes bizantinas de Epiro, Morea y Trebisonda. En este último caso, adquirió el epíteto de grande (tdl. ‘megas’).

## Lista demesazontes
- Constantino Leicudes, hasta 1050.
- Teodoro Estipiota, bajo el reinado de Manuel I Comneno.
- Juan Camatero, bajo el reinado de Manuel I Comneno.
- Miguel Hagioteodorita, bajo el reinado de Manuel I Comneno.
- Teodoro Maurozomes, bajo el reinado de Manuel I Comneno.
- Demetrio Comneno Tornicio, bajo el reinado de Juan III Ducas Vatatzés.
- Teodoro Muzalon, hasta 1294.
- Nicéforo Cumno, 1294-1305, bajo el reinado de Andrónico II Paleólogo.
- Teodoro Metoquita, 1305-1328, bajo el reinado de Andrónico II Paleólogo.
- Alejo Apocauco, 1328-1345, bajo los reinados de Andrónico III Paleólogo y Juan V Paleólogo.
- Demetrio Cidonio, 1347-1354, bajo el reinado de Juan VI Cantacuceno; 1369-1383 bajo el reinado de Juan V Paleólogo; 1391-1396 bajo el reinado de Manuel II Paleólogo.
- Demetrio Paleólogo Gudel, bajo el reinado de Juan V Paleólogo desde c. 1416 hasta Manuel II Paleólogo[7]
- Hilarión Doria, años 1390-c. 1423, bajo el reinado de Manuel II Paleólogo[8][9]
- Demetrio Crisoloras, 1403-1408 en Tesalónica bajo el reinado de Juan VII Paleólogo.
- Juan Frangópulo, 1428/1429 in Morea bajo el reinado del déspota Teodoro II Paleólogo
- Jorge Ducas Filantropeno, 1430-1439.
- Demetrio Paleólogo Cantacuceno, 1434/1435-1448 bajo el reinado de Juan VIII Paleólogo.
- Jorge Ducas Filantropeno y Manuel Jagária Paleólogo, 1438–1439, mientras acompañaban a Juan VIII Paleólogo a Italia.
- Lucas Notaras, 1434–1453, último mezasonte del Imperio bizantino bajo los reinados de Juan VIII Paleólogo y Constantino XI Paleólogo.